# ألان ويلسون (لاعب كريكت بريطاني)
ألان ويلسون (1 يونيو 1942 في المملكة المتحدة - ) (بالإنجليزية: Alan Wilson)‏ هو لاعب كريكت بريطاني. لعب مع Cumbria County Cricket Club ‏.

## وصلات خارجية
- ألان ويلسون على موقع إي آس بي آن كريك إنفو (الإنجليزية)